# Cerámica de Mata Ortiz

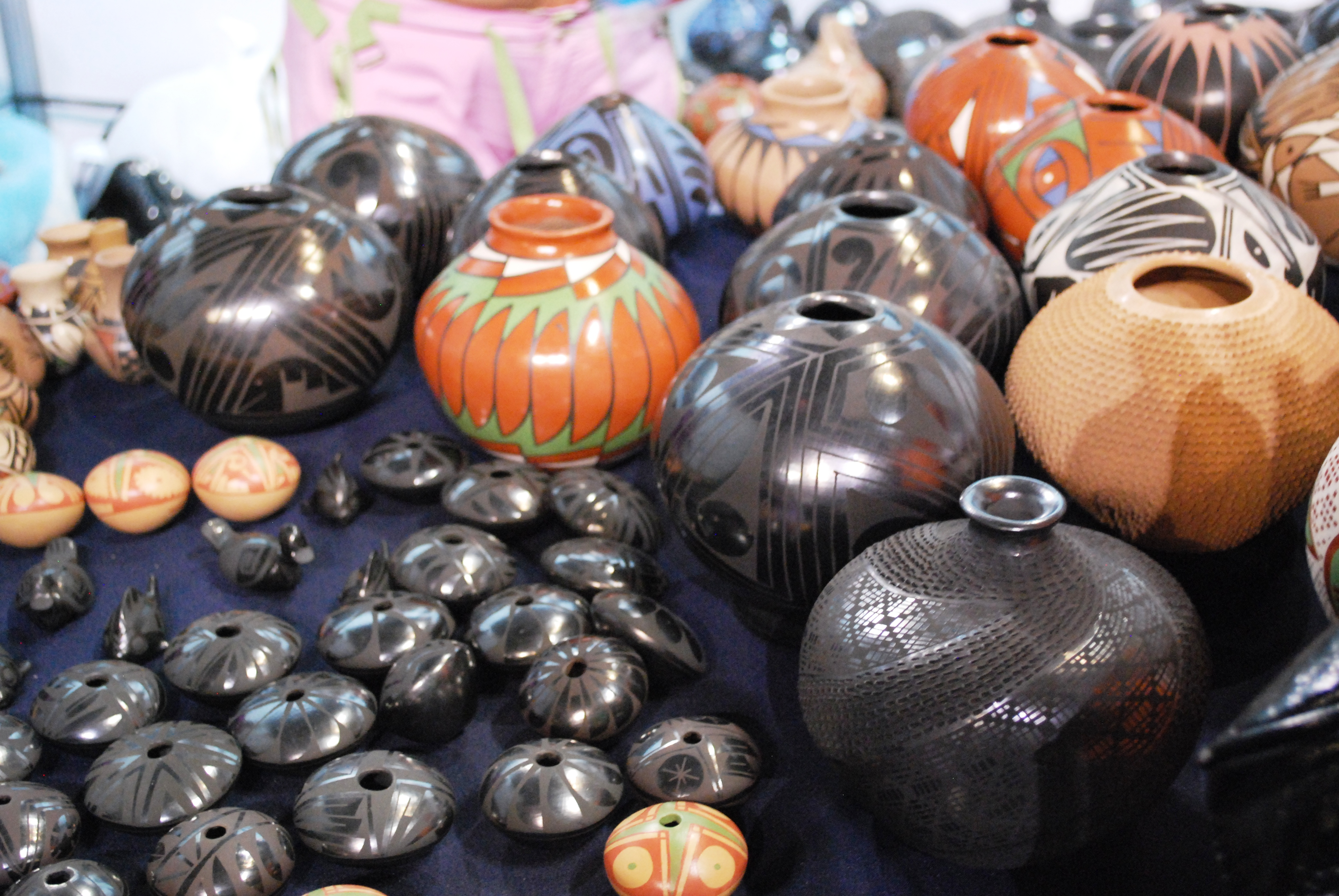
Un ejemplo de cerámica de Mata Ortiz.

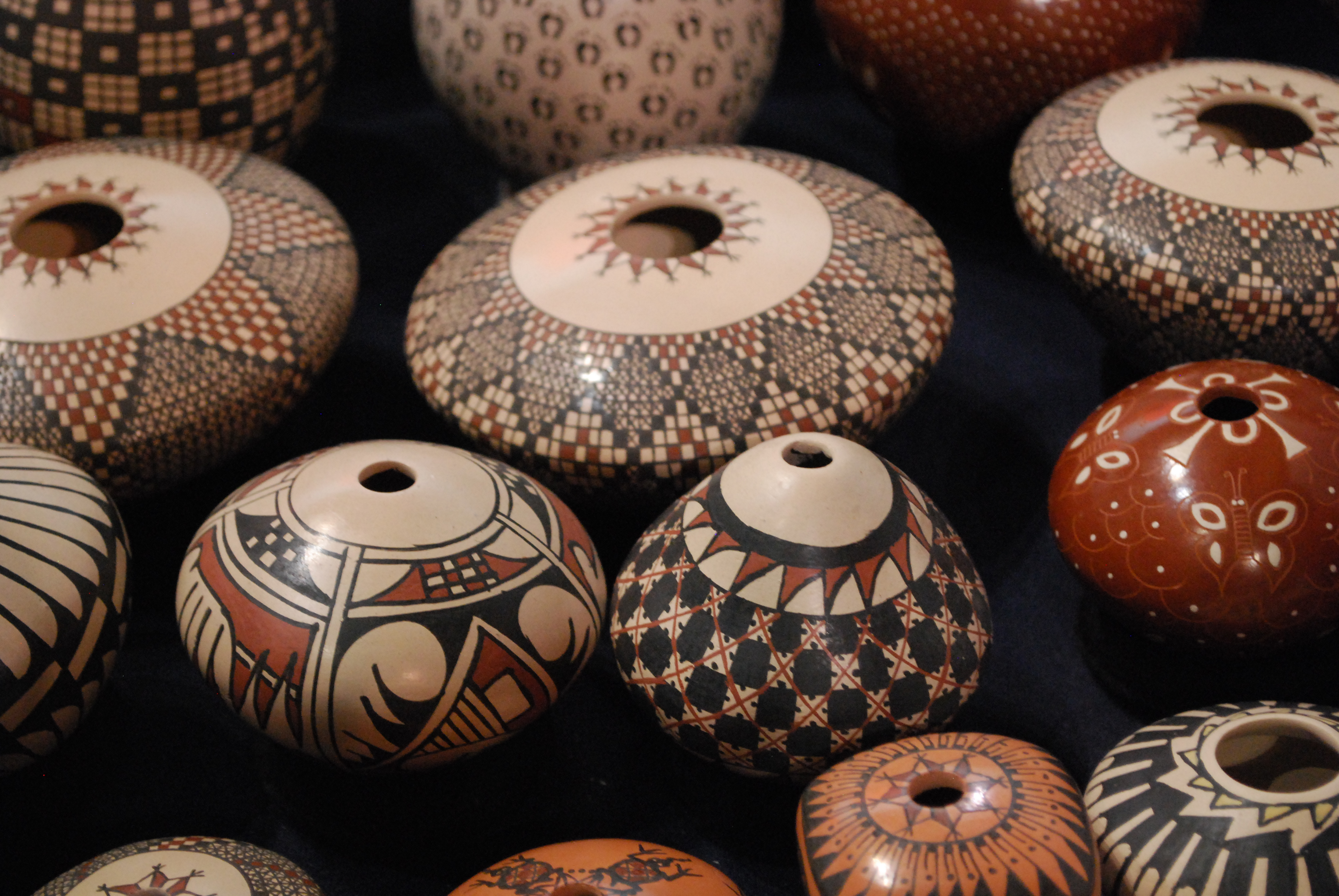
El estilo se desarrolló a partir de la década de los setenta.

La cerámica de Mata Ortiz es un estilo de artesanías, principalmente vasijas y ollas, iniciada por Juan Quezada Celado en el poblado de Juan Mata Ortiz, Chihuahua. Toma su inspiración de la cerámica oasisamericana originada en el yacimiento de Casas Grandes o Paquimé, para convertirse en cuatro décadas en un estilo artesanal de gran reconocimiento, expuesto en galerías de arte y celebrado internacionalmente.
Actualmente son más de 300 los artesanos dedicados a la producción de esta cerámica en Mata Ortiz.

## Historia
A la edad de 20 años, Juan Quezada Celado emprendía largas caminatas con su burro para colectar leña, fruta y miel de agave en las cercanías de su poblado natal, Juan Mata Ortiz. En estos viajes, Quezada recolectaba piezas y pedacería prehispánica proveniente de la cultura Casas Grandes. Durante varios años, resultado de la observación de los colores y los patrones geométricos de la cerámica aridoamericana, fue perfeccionando su técnica, añadiendo un poco de arena en la mezcla para evitar que se fragmentara. Alrededor de 1974 Quezada concentró todos sus esfuerzos en la producción de cerámica, seguido por sus hermanos Nicolás, Reynaldo, Lidia, Consolación, Reynalda, Jesús y Genoveva, y fue así como toda la familia comenzó a involucrarse en la incipiente producción de este tipo de artesanía. A este inicio emprendido por la familia Quezada y usando las técnicas de Juan se sumaron a la producción Félix Ortiz del Barrio Porvenir, así como Nicolás, Macario y Eduardo Ortiz, ambos con un diseño menos refinado en inicio, y que se desarrolló por su cuenta posteriormente.

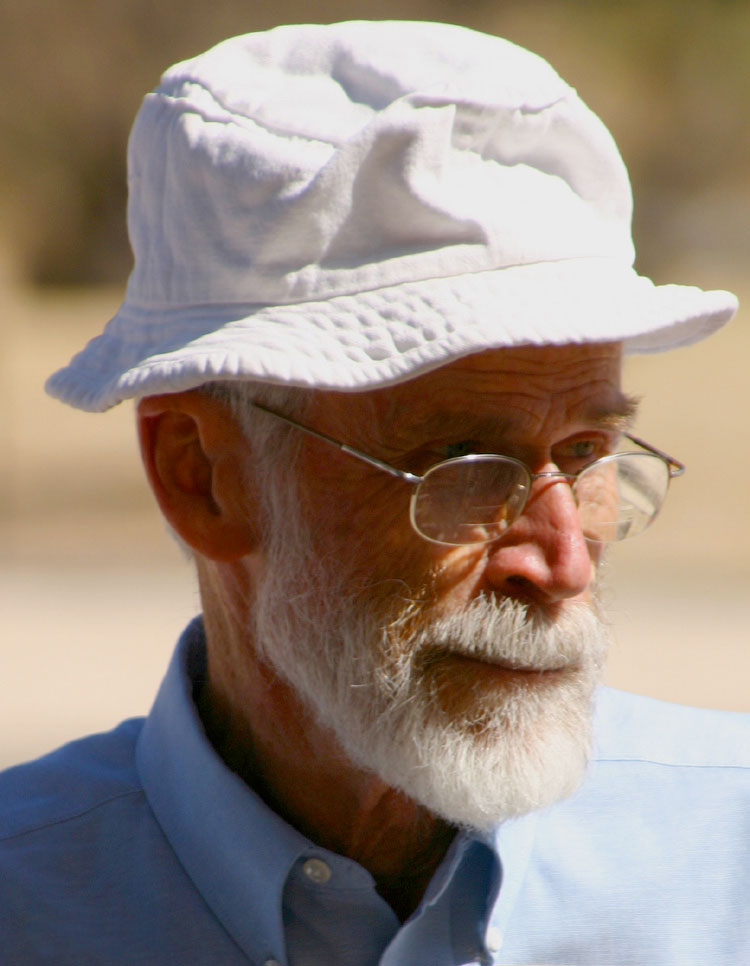
Spencer MacCallum

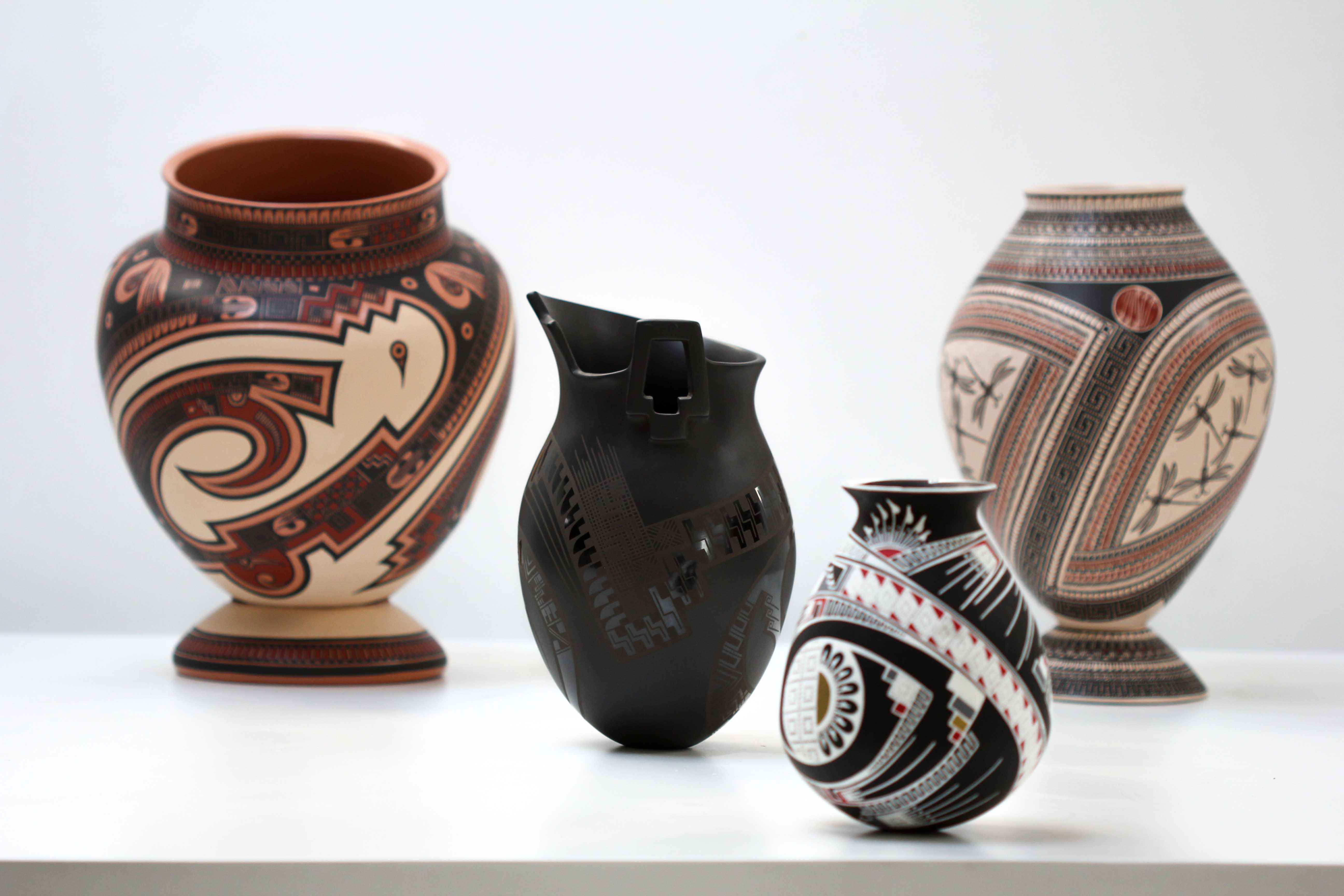
Piezas de cerámica de diversos estilos y técnicas de Juan Mata Ortiz, parte de la colección de Arte Marakame.

En 1976 Spencer MacCallum, un estadounidense con conocimientos en antropología e historia del arte, descubrió tres ollas de Quezada en una tienda de segunda mano en Deming, Nuevo México. MacCallum notó la originalidad y la técnica refinada con la que habían sido elaboradas las ollas, por lo que se dio a la búsqueda de su autor. Preguntando en distintas poblaciones de Chihuahua cercanas a Nuevo México y a Casas Grandes y con ayuda de fotografías dio, en Mata Ortiz, con el autor de las obras. Confirmó que las piezas que había comprado en Nuevo México fueron producidas por Quezada. Observando a detalle, MacCallum notó la originalidad en el estilo de los ceramistas chihuahuenses, por lo que en los ocho años siguientes se dedicó a trabajar con los artistas de Mata Ortiz, logró convencerlos de que debían acrecentar la elaboración y los puso en contacto con galerías de arte, corredores de arte y curadores de museos.
El paso crucial de este esfuerzo fue la exposición de las cerámicas de Mata Ortiz en cinco galerías de Arizona y Nuevo México entre 1989 y 1990.
Hoy en día, esta cerámica ha llegado a tener exhibiciones en distintas galerías y museos de talla internacional. En la galería de Arte Marakame, en Morelia, Michoacán, existe una exposición permanente de cerámica de Mata Ortiz de alta calidad, de distintos artistas, de distintos estilos y de diversas familias.

## Elaboración
Una de las técnicas que usan es la de reducción total y enfumado, técnica de baja temperatura, o bien la del grafito que lo están usando en dos formas: como parte mayoritaria de un engobe y aplicado en polvo seco sobre las piezas ya bruñidas. En ambos casos dejan secar las piezas para después volverlas a bruñir.
Para elaborar una vasija, los alfareros comienzan por amasar una torilla de barro que comprimen con los dedos en una matriz de yeso con forma de plato y de baja profundidad. Tras cortar los excedentes de los bordes, hacen una tira gruesa de barro y unen sus extremos para formar un anillo de la misma circunferencia que la del molde. Colocan este gran 'chorizo' anular sobre los bordes del molde y lo unen a la tortilla en todo su derredor; con los dedos lo presionan hacia arriba para formar las paredes. Luego refinan su forma y emparejan la superficie. Las paredes se adelgazan uniformemente al raspar la cara exterior con los dientes de un trozo de sierra, mientras se presiona con los dedos desde la cara interior. Cuando uno toca una vasija terminada, puede sentir en el interior los dedos del artista que la moldeó.

## Estilos

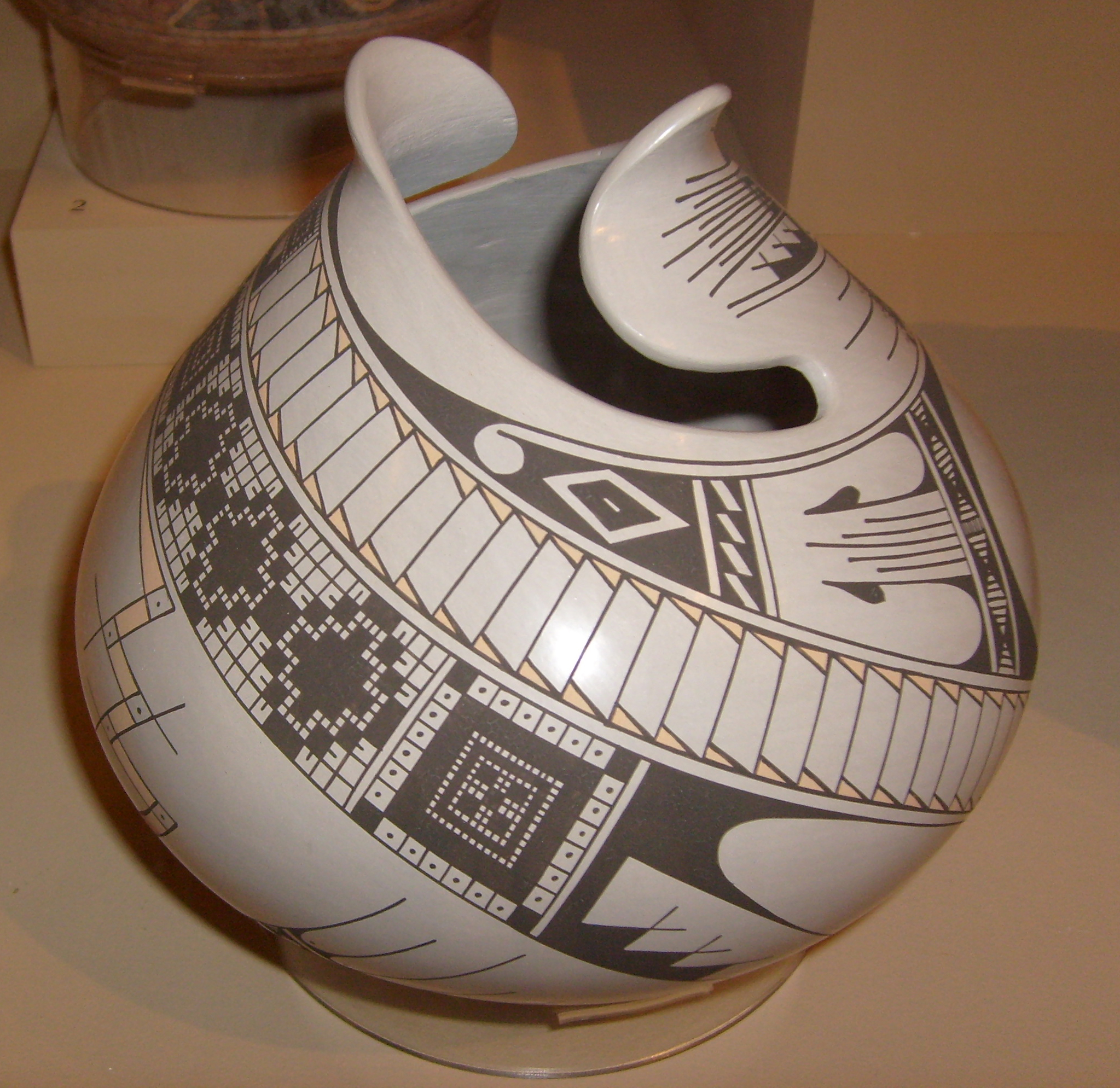
Jarro de cerámica Mata Ortiz por Jorge Quintana, 2002. Exhibido en el Museum of Man, San Diego, California.

La primera influencia de Juan Quezada fueron las tonalidades y los patrones geométricos observados en la cerámica de la civilización denominada Casas Grandes, que tiene en Paquimé, Chihuahua, su principal sitio civilizatorio. Caracterizan a esta cerámica la policromía en tonalidades ocres y rojos, así como diseños geométricos con simetría. Dichas características permearon los trabajos de los primeros ceramistas y les permitieron desarrollar un estilo propio con la adición de elementos contemporáneos.
En una primera época fueron dos los estilos identificables en los productores de cerámica en Mata Ortiz: por un lado, los apegados a la elaboración ideada por la familia Quezada, basada en patrones geométricos y la repetición de los mismos y, por el otro, la producida en el Barrio Porvenir por la familia Ortiz. A partir de los ochenta, y dado el auge que empezó a tener la cerámica, la producción se diversificó hasta alcanzar un estilo propio.
Los especialistas definen como único el estilo de cerámica de Mata Ortiz, ya que es una reinterpretación de la tradición aridoamericana de la alfarería, pues los objetos producidos bajo este discurso siempre han tenido una función artística a diferencia de gran parte del arte cerámico de México, que surge de una función utilitaria y trasciende hacia un fin estético, como ocurre en Oaxaca o Jalisco.
Son identificables, dentro de la creación de este tipo de cerámica los siguientes estilos:

### Estilo Quezada[3]
- simetría y refinación en la elaboración
- espacios vacíos y negativos
- arcos, bandas sinuosas
- formas de hoz
- conjunción de líneas curvas

#### Principales exponentes del estilo Quezada[3]
- Juan Quezada Celado
- Lydia Quezada Celado
- Nicolás Quezada Celado
- Noé Quezada Olivas
- Mauro "Chico" Corona
- Damián Escárcega Quezada y Elvira Antillón
- Héctor Gallegos Flores y Graciela Martínez Esparza
- César Domínguez Alvarado y Gabriela Almeida Gallegos

### Estilo Porvenir
- jabalines, lagartijos, nacimientos etc. Tomas Quintana G.
- estilo "grafito", que da una tonalidad negra y brillante al tratamiento del barro amarillo, ideada por Macario Ortiz
- líneas rectas que forman ángulos agudos
- diseño "sin geometría", opuesto al estilo Quezada
- presencia de figuras zoomorfas y antropomorfas

#### Principales exponentes del estilo Porvenir[3]
- Macario Ortiz Estrada
- Nicolás Estrada Ortiz
- Eduardo "Chevo" Ortiz
- Rubén Lozano Lucer
- Eli Navarrete Ortiz
- Jaime Quezada
- Olga Quezada Hernández y Humberto Ledezma

### Estilo Innovador
- influencia de los estilos aridoamericanos como anasazi y mimbre
- mayor énfasis en la pintura que en el moldeado

#### Principales exponentes del estilo Innovador
- Leonel López Sáenz
- Reynaldo Quezada Celado
- Manuel "Manolo" Rodríguez Guillén
- Roberto Bañuelos y María de los Ángeles